# Bento Rodrigues (jornalista)
Bento Rodrigues (Lousã, Coimbra, 25 de outubro de 1970) é um jornalista português. Apresenta o noticiário Primeiro Jornal emitido pela emissora portuguesa SIC.

## Biografia
Bento Rodrigues nasceu a 25 de outubro de 1970, na Lousã. Tem dois irmãos, um mais velho e um mais novo.
É Licenciado em Antropologia pela Universidade Nova de Lisboa (1994).

## Carreira
Em 1989, enquanto tirava a sua Licenciatura, tornou-se jornalista de rádio (editor e pivot) na rádio Antena 1. Esteve neste trabalho durante 9 anos.
Em 1994, recém-licenciado, tornou-se Jornalista para a emissora SIC da qual é agora pivot e coordenador. Em 1999, fez a cobertura do processo de Independência de Timor-Leste para a SIC.
Apresentou Anteriormente entre 1998 e 2001 o já extinto Último Jornal.
Em 2024, foi um dos jornalistas condecorados com o Grau Medalha da Ordem de Timor-Leste, pelo Presidente de Timor-Leste, José Ramos-Horta, nas comemorações dos 25 anos da Referendo de independência de Timor-Leste.